# وقت المغامرة: فيونا وكيك
وقت المغامرة: فيونا وكيك (بالإنجليزية: Adventure Time: Fionna and Cake) هو مسلسل رسوم متحركة للكبار أمريكي، وهو نسخة من سلسلة وقت المغامرة من كرتون نتورك، والتي تم إنشاؤها بواسطة بيندليتون وارد. على عكس وقت المغامرة، فإن العرض مخصص أكثر لجمهور الشباب البالغين. تم إصدار السلسلة عبر منصة ماكس في 31 أغسطس 2023.
يركز المسلسل على شخصية فيونا البشرية وكيك القطة من مسلسل وقت المغامرة وهما النسخة الأنثوية من فين البشري  و‌الكلب جيك من المسلسل الأصلي الذي سبق أن ظهرا في عدة حلقات. تم إنتاج المسلسل بشكل تنفيذي بواسطة آدم موتو، الذي عمل كمدير عرض للنصف الأخير من وقت المغامرة وأشرف على إنتاج عروض أرضي بعيدة الخاصة. تم تأكيد عشر حلقات مدتها نصف ساعة، وسيتم إصدارها بالكامل حتى 28 سبتمبر 2023.

## ملخص
وقت المغامرة: فيونا وكيك هو جزء من سلسلة وقت المغامرة حيث يتبع هذا الجزء مغامرات الشخصيات الرئيسية في المسلسل الأصلي وهما فين الإنسان وجيك الكلب. لكن في هذا الجزء، تتبع الأحداث شخصيات بديلة هما فيونا البشرية وكيك القطة، وتجري الأحداث في نفس عالم المسلسل الأصلي. تضم السلسلة أيضًا شخصية سيمون بيتريكوف، الذي كان يعرف في معظم أحداث وقت المغامرة بصفته ملك الجليد.
فيونا تعيش مع قطتها كيك في واقع بديل بدون سحر، حيث تقضي أيامها في العمل في وظائف لا تؤدي إلى أي نتائج، وفي الليل، تحلم بعالم سحري يبدو أنه غير قابل للوصول إليه أبدًا. أما سيمون، في أرض أوو، فيعمل من المنزل ويتحول إلى معرض حي لعصر مضى. في وقت لاحق، يسافر الثلاثي عبر العديد من الأكوان، في حين يتعقبهم خصم جديد قوي يسعى جاهدًا للقبض عليهم ومحوهم من الوجود.

## الحلقات
| ر. الإجمالي | العنوان                | المخرج       | الكاتب                                                                  | تاريخ العرض الأصلي |
| --- | ---------------------- | ------------ | ----------------------------------------------------------------------- | ------------------ |
| 1 | «فيونا كامبل»          | ريان شانون   | هانا ك. نيستروم، آنا سيفرتسون، جاكوب وينكلر، هايون لي                   | 31 أغسطس 2023      |
| فيونا كامبل، شابة تعيش بمفردها مع قطتها كيك في المدينة، تحلم بخوض مغامرات رائعة، وعلى الرغم من وجود أصدقاء ومعارف، إلا أنها متشائمة ومكتئبة. عندما تبدأ "كيك" بالتصرف بغرابة، تؤدي رحلة "فيونا" إلى الطبيب البيطري إلى طردها من وظيفتها. تم توجيهها في النهاية إلى إليس بي الغريب واعترفت له علنًا بعدم الأمان الشخصي لديها. تطارد كيك فجأة ضوءًا أزرقًا غامضًا وتقفز إلى كشك بائع آيس كريم حيث تختفي في ظروف غامضة. |                        |              |                                                                         |                    |
| 2 | «سيمون بيتريكوف»       | ستيف وولفارد | إيجي كريج، جراهام فالك، جيم كامبل، لوسيولا لانجي                        | 31 أغسطس 2023      |
| يعمل "سيمون بيتريكوف" في منزل خاص يعود للقرن العشرين للزوار في أرض "أوو"، لكنه يتعذب بسبب ماضيه كملك الجليد، الذي قام بتأليف قصص "فيونا وكيك". سيمون المكتئب لا يريد أن يفعل شيئًا بماضيه، لكن مغامرة قصيرة مع فين ميرتنز ومكالمة هاتفية مع مارسيلين تجعله أكثر اكتئابًا. مع عدم وجود أي شيء آخر ليخسره، يحاول أداء طقوس لإعادة خطيبته بيتي. بدلاً من ذلك، تظهر بوابة على الجزء الخلفي من رأسه تجلب قطة فيونا الأليفة كيك إلى عالمه. |                        |              |                                                                         |                    |
| 3 | «كيك القطة»            | ريان شانون   | هانا ك. نيستروم، آنا سيفرتسون، جاكوب وينكلر، هايون لي، نيكولاو رودريجيز | 7 سبتمبر 2023      |
| تشهد فيونا اختفاء كيك وتحاول يائسة العثور عليها. في هذه الأثناء، في أوو، تهرب كيك من منزل سيمون وتستكشف العالم من حولها، مما يتسبب عن غير قصد في حدوث فوضى في السوق. يستأنف سايمون طقوسه السحرية، وينشئ بوابة أخرى تسمح لفيونا بالمرور عبرها. بمساعدة أستريد، إحدى المعجبات بقصص فيونا وكيك، تم لم شملهما، لكن تم نقلهما بعيدًا فجأة. |                        |              |                                                                         |                    |
| 4 | «بريزمو محقق الأمنيات» | ستيف وولفارد | إيجي كريج، جراهام فالك، جيم كامبل، لوسيولا لانجي                        | 7 سبتمبر 2023      |
| تم نقل فيونا وكيك وسايمن إلى تيم روم بواسطة بريزمو. يكشف بريزمو أنه صنع عالم فيونا بدون إذن وأخفاه خلسة في عقل ملك الجليد؛ بعد عودة ملك الجليد إلى سيمون، فقد الكون صفاته السحرية الأصلية. مع وصول فيونا وكيك إلى أرض أوو، يقوم مدقق منتظم يُدعى سكريب بزيارة تيم روم للتحقيق، حيث يجد فيونا وكيك وسايمن؛ ومع ذلك، فإن بريزمو يمنح الثلاثي جهاز تحكم عن بعد للهروب. يقترح سيمون عليهما أن الحل لمشاكلهما هو أن يصبح ملك الجليد مرة أخرى. |                        |              |                                                                         |                    |
| 5 | «القدر»                | ريان شانون   | جاكوب وينكلر، سونيا فون مارينسدروف، هانا ك. نيستروم، آنا سيفرتسون       | 14 سبتمبر 2023     |
| تبحث فيونا وكيك وسايمن عن التاج في بعد المزرعة، ويقوم جاي، أحد أطفال فين ببعد المزرعة البالغين، بإحضار الثلاثي إلى المنزل للإقامة مع عائلته. في وقت لاحق، يذهب جاي والثلاثي إلى الحفرة حيث كان التاج يجلس ذات يوم، حيث لم يجدوا سوى بعض القطع المتبقية، حيث تمت إزالتها وتدميرها بواسطة بريزمو، قبل أن تستولي عليها عصابة القدر. يجد سكيرب، الذي استولى للتو على بريزمو، الحفرة ويتم نقله بعيدًا مع الثلاثي، الذين يأخذون شظية لإصلاح جهاز التحكم عن بعد الخاص بـ بريزمو.                                                                             |                        |              |                                                                         |                    |
| 6 | «ملك الشتاء»           | ستيف وولفارد | جيم كامبل، لوسيولا لانجي، إيجي كريج، جراهام فالك، نيكولاو رودريجيز      | 14 سبتمبر 2023     |
| بعد أن لم يسمع من فيونا لعدة أيام، ذهب غاري إلى شقتها حيث التقى بمارشال لي. يذهب الاثنان للتسوق لمشروع خبز، وهو ما رفضه توأمان ليمونكارب لاحقًا. في هذه الأثناء، يقوم وينتر كينج بنسخ تاجه لسيمون لاستعادة سحر عالم فيونا؛ تم اختطافه هو وسيمون من قبل ملكة الحلوى، وهي في الواقع أميرة العلكة المجنونة، حيث نقل إليها جنون التاج لعلاج نفسه. تنقذهم فيونا وتعطل التاج عن طريق الخطأ، مما يؤدي إلى مقتل ملك الشتاء ورفع لعنة أميرة العلكة. يهرب الثلاثي بينما لا يزال سكيرب يلاحقهم.                                                                  |                        |              |                                                                         |                    |
| 7 | «النجم»                | ريان شانون   | إيجي كريج، جراهام فالك، جاكوب وينكلر، سونيا فون مارينسدروف              | 21 سبتمبر 2023     |
| في واقع بديل حيث قُتل سيمون غير السحري على يد مصاصي الدماء، تم تجنيد كيك من قبل بوني وفريقها لصيد مصاصي الدماء لتولي التاج الذي يمتلكه ملك مصاصي الدماء، الذي تبنى مارسيلين. عندما تفشل خطة بوني، يترك سايمون هذا الواقع مرة أخرى مع فيونا وكيك. في هذه الأثناء، يحضر غاري ومارشال حفلًا خيريًا أقامته والدة مارشال لي، هانا أبادير، التي تريد أن ينضم ابنها إلى شركة العائلة. بعد أن شعر غاري أن هذا ضد إرادة مارشال، غادر مع مارشال لي. |                        |              |                                                                         |                    |
| 8 | «جيري»                 | ستيف وولفارد | هانا ك. نيستروم، آنا سيفرتسون، جيم كامبل، جاكي فايلز                    | 21 سبتمبر 2023     |
| يشارك "سايمون" ماضيه مع "بيتي" إلى "فيونا"، بينما يعثر "كيك" على "بي إم أو" الذي يعيش وحيدًا في أرض مقفرة. في مملكة الجليد السابقة، وجدت فيونا بعض الأشرطة القديمة التي توثق جنون ملك الجليد، ويحاول BMO إصلاح جهاز التحكم عن بعد المكسور ويحترق دون جدوى. وجدوا صديق BMO، "جيري"، وهو في الواقع Lich، بعد أن قضى على كل أشكال الحياة من الرغبة التي منحها Prismo. يستأنف سايمون الطقوس السحرية لإنشاء بوابة تسمح لفيونا وكيك بالمغادرة، ويصل الجعران تمامًا كما كان سايمون على وشك وضع التاج الذي وجدته فيونا، لكن تظهر بوابة حمراء وسقط كلاهما فيها. |                        |              |                                                                         |                    |
| 9 | «كاسبر ونوفا»          | TBA          | TBA                                                                     | 28 سبتمبر 2023     |
| 10 | «هتافات»               | TBA          | TBA                                                                     | 28 سبتمبر 2023     |

## وصلات خارجية
- وقت المغامرة: فيونا وكيك على موقع IMDb (الإنجليزية)
- وقت المغامرة: فيونا وكيك على موقع ميتاكريتيك (الإنجليزية)
- وقت المغامرة: فيونا وكيك على موقع كينوبويسك (الروسية)
- وقت المغامرة: فيونا وكيك على موقع قاعدة بيانات الفيلم (الإنجليزية)